# Liste der denkmalgeschützten Objekte in Gießhübl
Die Liste der denkmalgeschützten Objekte in Gießhübl enthält die denkmalgeschützten, unbeweglichen Objekte der niederösterreichischen Gemeinde Gießhübl.

## Denkmäler
| Foto |                 | Denkmal                                                               | Standort                                          | Beschreibung | Metadaten |
| ---- | --------------- | --------------------------------------------------------------------- | ------------------------------------------------- | --- | --- |
| ja   | Datei hochladen | Christkönigskirche HERIS-ID: 65086 Objekt-ID: 77901                   | Pater Josef Pfeifer Platz 1 Standort KG: Gießhübl | Erbaut 1953 von Helene Koller-Buchwieser im 1951/1952 errichteten Jungarbeiterdorf Hochleiten der Jungarbeiterbewegung. Die Kirche selbst ist katholisch geweiht. In der Krypta finden protestantische Gottesdienste statt. | BDA-Hist.: Q38109101 Status: § 2a Stand der BDA-Liste: 2025-06-30 Name: Christkönigskirche GstNr.: 798/2 Christkönigskirche, Gießhübl          |
| ja   | Datei hochladen | Kath. Pfarrkirche Hl. Dreifaltigkeit HERIS-ID: 49743 Objekt-ID: 53831 | bei Hauptstraße 77 Standort KG: Gießhübl          | Neugotische Basilika mit Heimatstilelementen, erbaut 1899 bis 1903. | BDA-Hist.: Q38035812 Status: § 2a Stand der BDA-Liste: 2025-06-30 Name: Kath. Pfarrkirche Hl. Dreifaltigkeit GstNr.: .160 Pfarrkirche Gießhübl |